# Mahabat Maqbara

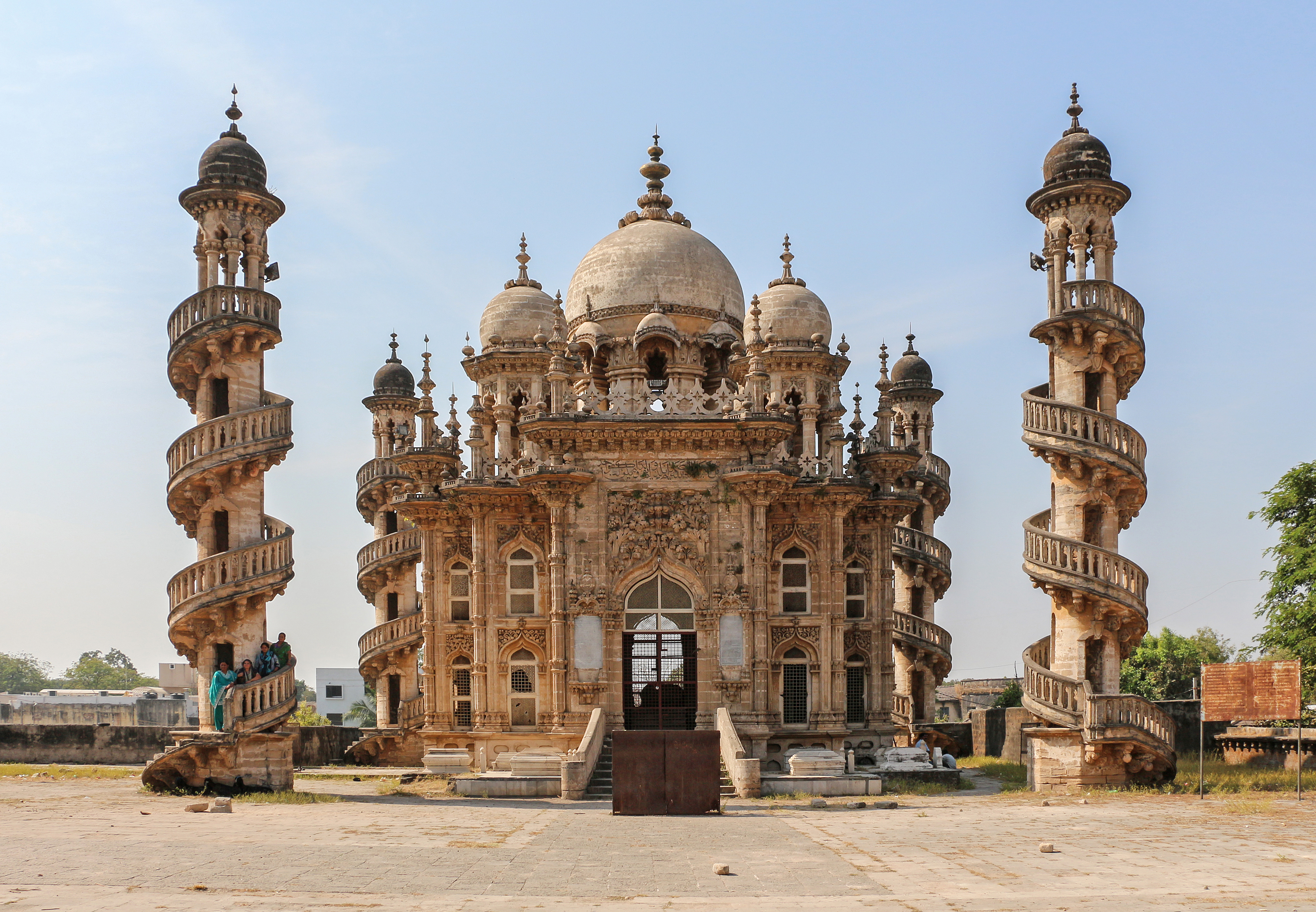
Il mausoleo

Il palazzo Mahabat Maqbara, anche mausoleo di Bahaduddinbhai Hasainbhai, è un mausoleo di Junagadh, India, che era una volta sede del Nababbo di Junagadh.